# One Card
One Card是流行於韓國的一個紙牌遊戲，是UNO的變體，但不需要使用UNO的特製牌，只要使用含有2張鬼牌的撲克牌就可以了。

## 遊戲規則
開始時由發牌者發給每位玩家7張牌。發完牌後從牌組翻開一張牌，由發牌者開始出牌，輪到每位玩家時只能出和台面上最後一張出來的牌同花色或是同點數的牌；當其中一位玩家出完時遊戲結束，即為最贏的玩家，其次按照剩餘的牌張數由少至多分配名次。如果輪到自己的出牌權卻無法出牌時必須抽一張牌，當牌組沒牌時將台面的明牌放回牌組洗牌繼續抽。

### 功能牌
- 7：指定花色。（下一位玩家出牌時需丟出指定的花色，如無牌可出則抽回一張牌。）
- J：跳過。（跳過下一位玩家的出牌權。）
- Q：迴轉。（如本來是順時針出牌改成逆時針出牌。）
- K：加1。（將之前的花色及數字覆蓋，玩家可以再出一張牌重新開始花色及數字。）
- 3：盾牌。（當遭受攻擊時可以跳過攻擊，未受到攻擊時當作一般牌使用。）

### 攻擊牌
- A：下一位玩家需抽回一張牌且不可出牌。
- 2：下一位玩家需抽回二張牌且不可出牌。
- ♠A：下一位玩家需抽回三張牌且不可出牌。
- 黑白鬼牌：下一位玩家需抽回四張牌且不可出牌。
- 彩色鬼牌：下一位玩家需抽回五張牌且不可出牌。

附註：攻擊牌僅在無牌可出時才能出。
當玩家只剩下一張牌時要喊"One Card"，如果沒喊就算出完所有牌時也不算贏，當下一次輪到該位玩家必須抽牌。

## 註解
1. ↑  因此得名